# Winter Love
〈Winter Love〉는 가수 보아가 일본에서 발매한 21번째 싱글이다. 〈メリクリ〉, 〈Everlasting〉처럼, 보아가 앨범 발매 전에 발매하는 발라드 싱글이다.
〈Winter Love〉는 〈LISTEN TO MY HEART〉, 〈DO THE MOTION〉, 〈抱きしめる〉 등 수많은 보아의 노래를 작사한 와타나베 나쓰미가 작사를, V6, 이토 유나 등과 함께 작업했던 ats -가 작곡을 맡았다. ats -는 〈Winter Love〉가 보아와의 첫 작업이다. 보아의 곡들 중 처음으로 "실연"을 주제로 한 곡으로, 뮤직 비디오는 영하 10도의 냉동실 얼음 세트에서 촬영했다. 뮤직 비디오에는 일본의 여배우 미야자키 아오이의 오빠인 미야자키 마사루가 출연했다. 이 곡은 일본에서 니혼TV 프로그램 《연애 동아리(戀愛部活)》의 엔딩곡으로 쓰였다.
커플링 곡 〈Candle Lights〉는 크리스탈케이, mink와 작업했던 Emi.K.Lynn이 작사를, 《Merry Christmas From BoA》에 수록된 뒤 《OUTGROW》에 보너스 트랙으로 수록되었던 〈First snow〉를 공동 작곡한 하라다 다쿠야와 JUNKOO가 작곡을 맡았다. 한국의 영화 《백만장자의 첫사랑》의 일본판 주제가로 사용되었다.
첫회반 보너스 트랙으로 영국의 2인조 뮤지션 Wham!이 1984년 발표한 〈LAST CHRISTMAS〉을 리메이크하여 수록했다. 
이 싱글의 수록곡들은 모두 2007년 1월 17일에 발매된 5번째 정규 앨범 《MADE IN TWENTY (20)》에 수록되었으며, 〈QUINCY/コノヨノシルシ〉 이후 계속 한국에 발매되었던 싱글 라이센스반은 발매되지 않았다.

## 곡목
- CD

1. Winter Love
2. Candle Lights
3. LAST CHRISTMAS ※첫회반에만 수록됨.
4. Winter Love (TV Mix)
5. Candle Lights (TV Mix)

- DVD

1. Winter Love (Video Clip)

## 차트 기록
〈Winter Love〉는 4,000여 장 차이로 일본의 남성 듀오 WaT에 이어 오리콘 주간 차트 2위를 차지했다. 이 싱글은 첫주 판매량 42,481장을 기록해, 6만장대를 기록했던 15번째 싱글 〈DO THE MOTION〉 이후 가장 높은 첫주 판매량을 기록했다. 〈Winter Love〉는 WaT에게 밀려 발매 첫날부터 넷째 날까지는 일간 차트 2위에 올랐으나, 보아의 20번째 생일이었던 2006년 11월 5일부터 일간 차트 1위를 차지하고, 그 후 신보가 나올 때까지 1위를 지켰다. 보아의 싱글 중 일간 싱글 차트 1위를 차지한 것은 〈Winter Love〉가 4번째다.
오리콘 싱글 차트
| 차트                  | 최고 순위 | 총 판매량 | 차트 진입 횟수 |
| --------------------- | --------- | --------- | -------------- |
| 오리콘 일간 싱글 차트 | 1위       |           |                |
| 오리콘 주간 싱글 차트 | 2위       | 99,078장  | 14회           |
| 오리콘 월간 싱글 차트 | 7위       |           |                |